# Та Ха
Та́ Ха́ (араб. طه — Та Ха) — двадцатая сура Корана. Сура мекканская, за исключением 130 и 131 аятов, ниспосланных в Медине.  Состоит из 135 аятов.

## Содержание
В этой суре рассказывается о пророке Мусе и Фараоне Египта, об избрании Мусы посланником Аллаха, о том, как он просил Аллаха, чтобы брат его Харун стал его сторонником и помощником, и о том, как они встретились с Фараоном. В этой суре рассказывается о встрече Мусы с Фараоном и с колдунами. Далее рассказывается о том, как палка Мусы поглотила шнуры, брошенные египетскими магами, в результате чего маги уверовали в Аллаха. В суре приводится история спасения Мусы и сынов Исраила, бывших с ним, от гнета Фараона и гибели Фараона, преследовавшего их. После чудесного спасения Муса пошел к горе, оставив свой народ, чтобы говорить с Господом своим. Тогда человек по-имени ас-Самири сбил народ Мусы с прямого пути, соблазнив их поклоняться тельцу, сделанному из золота.

Та. Ха. ۝ Мы ниспослали тебе Коран не для того, чтобы ты стал несчастен, ۝ а только в качестве назидания для тех, кто страшится. ۝ Это – Ниспослание от Того, Кто сотворил землю и высокие небеса. ۝ Милостивый вознёсся на Трон (или утвердился на Троне). ۝ Ему принадлежит то, что на небесах, и то, что на земле, и то, что между ними, и то, что под грунтом. ۝ Если даже ты будешь говорить громко, Ему всё равно известно тайное и сокрытое. ۝ Аллах – Тот, кроме Которого нет иного божества и у Которого самые прекрасные имена.
— Коран 20:1—8 (Кулиев)